# النهضه (تونس)
حزب النهضه از حزب‌های اسلام‌گرای میانه‌رو در تونس است.
پس از سرنگونی زین‌العابدین بن علی، دیکتاتور پیشین تونس، دولت انتقالی تونس به گروه النهضه اجازه تشکیل حزب را داد و این حزب به سرعت تبدیل به بزرگ‌ترین و سازمان‌یافته‌ترین حزب در تونس شد.
حزب النهضه در انتخابات مجلس مؤسسان تونس که در ۲۴ اکتبر ۲۰۱۱ برگزار شد ادعا کرد که ۴۰ درصد از آرا را به دست آورده‌است.
راشد الغنوشی رئیس این حزب به خاطر فعالیت‌های سیاسی خود علیه حبیب بورقیبه و زین العابدین بن علی چندین بار دستگیر شد و مدتی را در تبعید گذراند.
پس از پیروزی انقلاب تونس، راشد الغنوشی به تونس بازگشت و در حدود هزار نفر به استقبال او رفتند.

## سال‌های اول
پیروی از یک گروه به نام «عمل اسلامی»، این حزب تحت نام «جنبش گرایش اسلامی» در سال ۱۹۸۱ تأسیس شد.
پس از شورش نان تونسی در ژانویه ۱۹۸۴ دولت مشکوک است به دخالت MTI در اختلالات و بسیاری از هواداران آن را دستگیر کردند. رهبران MTI پیروان خود را برای پیوستن به شورش‌ها تشویق کردند اما دولت هیچ مدرکی نداشت که رهبران آنها را سازماندهی کرده بودند.
در سال ۱۹۸۹، نام آن را به حاکمیت النهضه تغییر داد.
در انتخابات سال ۱۹۸۹، رئیس جمهور بن علی، حزب را ممنوع اعلام کرد، اما بعضی از اعضای آن را به عنوان اعضای مستقل انتخاب کردند. طبق آمار رسمی رژیم اینها بین ۱۰ تا ۱۷ درصد از رای‌گیری در سطح ملی دریافت کردند.

## انقلاب تونس و ظهور قدرت

### بازگشت به صحنه سیاسی تونس
در پی انقلاب تونس، چند هزار نفر از مردم راشد غانوشی در بازگشت به تونس استقبال کرد.
این حزب در تاریخ ۱ مارس ۲۰۱۱ قانونی شد. یک نظرسنجی عمومی در ماه مارس ۲۰۱۱ نشان داد حزب النهضه در میان احزاب سیاسی تونس با ۲۹٪ در رتبه اول قرار دارد.

### انتخابات مجلس مؤسسان ۲۰۱۱
پیش از انتخاب مجلس مؤسسان در ۲۳ اکتبر ۲۰۱۱ حزب کمپین انتخاباتی پر هزینه را برگزار کرد، به ویژه از کلاس پایین‌تر، با هدایای تبلیغاتی، وعده‌های غذایی برای پایان مهمانی‌های ماه رمضان و حوادث حمایتی رای‌دهندگان بالقوه را به طور گسترده بسیج داد؛ بنابراین این حزب متهم به دریافت کمک‌های قابل توجه مالی از خارج از کشور است.

### ۲۰۱۱–۲۰۱۴ دولت ترویکا
النهضه بخشی از دولت ترویکا همراه با اتتاتول و CPR بود. دولت برای عملکرد میانه و متوسط اقتصادی مورد انتقاد قرار گرفت. به طور خاص، از نظارت و کنترل اسلامگرایان رادیکال انتقاد شد.

## رئیس
در طول ده سال اول زندگی خود، ریاست عام النهضه اغلب تغییر می‌کرد. در حالی که رهبر آن رشید غنوشی تا سال ۱۹۸۴ در زندان بود و سپس در سال ۱۹۸۷ دوباره دستگیر شد. پس از رفتن به تبعید، او «رهبر فکری» حزب باقی ماند. در نوامبر ۱۹۹۱ او همچنین ریاست رسمی را برگزار کرد.